# The Crossing (jeu vidéo)
Pour les articles homonymes, voir The Crossing.
The Crossing est un jeu de tir à la première personne dont le développement par Arkane Studios, en collaboration avec Valve Corporation, est en suspens depuis mai 2009.
L'univers du jeu prend place dans la ville de Paris, vue à travers deux univers parallèles. Dans le premier d'entre eux, visuellement proche de la véritable ville, Paris a sombré dans l'anarchie l'anomie après la chute du gouvernement français. Dans le second des deux univers, les Templiers, ont pris le pouvoir en France en 1307, un évènement ayant fait radicalement diverger le cours de l'Histoire et donné à Paris un visage très différent. Le scénario du jeu conduira le joueur à travers ces deux univers.
Le 15 mai 2009, Raphaël Colantonio, directeur d'Arkane Studios, annonce sur le site Joystiq que le développement de The Crossing est mis en pause. Finalement, selon une interview de Raphaël Colantonio réalisée par le magazine Joystick, le jeu ne devrait jamais voir le jour, mais le projet a permis au studio de décrocher d'autres contrats.

## Synopsis
Le jeu devait se dérouler dans deux univers parallèles liés à Paris. La première se rapprochait d'un Paris moderne ayant sombré dans le chaos à la suite de la chute du gouvernement là où le second devait se rapprocher d'un Paris uchronique de 1307 dans lequel les Templiers auraient pris le contrôle de la couronne française.

## Système de jeu
The Crossing affiche l'ambition de faire fusionner les modes solo et multijoueur d'un FPS traditionnel en un unique mode qualifié de "crossplayer" par les développeurs, en permettant à des joueurs humains de prendre le contrôle des ennemis dans le cadre d'une campagne solo. Ces joueurs-là peuvent alors essayer d'éviter les joueurs plus puissants (les protagonistes principaux des campagnes solo), ou doivent alors les assassiner. Un mode multijoueur en équipe est également inclus au sein de ce même mode composite.

## Développement
Le développement de The Crossing débute en 2005, quelques mois avant la publication de Dark Messiah of Might and Magic. Lors d'une interview pour le site Polygon, Raphaël Colantonio indique que le développement du titre a tout d'abord été perçu comme un test, comme une expérience ayant pour but de voir comment l'équipe de développement aurait pu donner du sens à ce genre-là.
Très vite, Arkane s'est orienté vers un jeu mélangeant solo et multijoueur : le but étant de remplacer l'IA par de vrais joueurs qui allaient et venaient au fur et à mesure que le joueur progressait dans la campagne.
Viktor Antonov, ancien directeur artistique de Half-Life 2, rejoindra le projet en cours de route et continuera de travailler avec Arkane par la suite, notamment sur le premier Dishonored.
Notamment à cause de son faible nombre d'employés (environ 45 en 2005), Arkane dû se tourner vers plusieurs éditeurs afin de pouvoir concrétiser le projet. Sur la vingtaine contactée, tous eurent leurs propres appréhensions à propos du projet.
L'un des principaux problèmes rencontrés par l'équipe de développement fut l'utilisation du moteur Source de Valve qui n'était pas optimisé pour la PlayStation 3. Cependant, bien que Valve fut impliqué sur le projet, l'entreprise n'a jamais signé en tant qu'éditeur.

Un éditeur s'intéressa finalement au jeu, mais comme l'indiqua Colantonio lors d'une interview de Noclip, les négociations ne se déroulèrent pas de la meilleure des façons :
"C'est la pire négociation que j'ai vécue. Ils nous maintenaient sous leur joug en n'acceptant de nous rencontrer que quelques fois par mois. Il fallait toujours attendre une ou deux semaines et pour chaque point abordé, ils revenaient avec une version du contrat encore pire que la précédente. On était faits comme des rats."
Après six mois de négociations, Arkane décida d'arrêter les négociations, annulant de ce fait le développement du titre.